# Lucicutiidae
Lucicutiidae é uma família de copépodes pertencentes à ordem Calanoida.
Género:
- Lucicutia Giesbrecht, 1898